# Mad Dog
Mad Dog (Mad Dog Morgan) ist ein australisches Filmdrama aus dem Jahr 1976. Regie führte Philippe Mora, der das Drehbuch anhand der Erzählung Morgan and Bold Bushranger von Margaret Carnegie schrieb.

## Handlung
Die Handlung spielt in Australien und beginnt in den 1850er Jahren. Der irischstämmige Goldsucher Daniel Morgan wird Zeuge, wie in seiner Nähe wohnende Chinesen von rassistischen europäischen Goldsuchern massakriert werden. Er selbst wird nach einem Raubüberfall inhaftiert und im Gefängnis missbraucht und geschlagen. Nach der Freilassung rächt er sich an seinen Peinigern.
Morgan und der ihn begleitende Aborigine Billy begehen eine Reihe von Raubüberfällen; aufgrund seines Verhaltens wird Morgan Mad Dog genannt. Im Herbst 1865 kommt es zur letzten Schlacht gegen die Ordnungshüter.

## Kritiken
Der Online-Kritiker Bill Gibron schrieb am 1. Mai 2005 auf www.dvdtalk.com, der Film gehöre zu den außergewöhnlichsten Filmen über Gesetzlose; er scheine dieselbe postmoderne Ironie wie Zwei Banditen oder Bonnie und Clyde zu verwenden. Ein Charakter, den man mögen könne, kämpfe gegen die korrupte Kolonialmacht. Der Film sei „atmosphärisch, beinahe experimentell“ und „ein verlorenes Juwel“. Der Schnitt sei „fieberhaft“; der Film bestehe aus über 150 Einstellungen.
Die Zeitschrift TV direkt 25/2007 schrieb, Mad Dog sei eine „schöne Filmballade“.

## Auszeichnungen
Philippe Mora als Regisseur und Bill Hunter wurden im Jahr 1977 für den Australian Film Institute Award nominiert.

## Hintergründe
Der Film wurde an Originalschauplätzen in Australien gedreht. Seine Weltpremiere fand am 9. Juli 1976 in Australien statt; in die deutschen Kinos kam er am 14. April 1978. Daniel Morgan lebte von 1833 bis 1865, der Film schildert seine letzten 12 Lebensjahre.
Es existiert neben der Kinofassung eine rund acht Minuten längerer Director’s Cut.